# Modelo de tres factores de Fama y French
En la valoración de activos y gestión de cartera del modelo de tres factores diseñado por Eugene Fama y Kenneth French para describir la rentabilidad de las acciones. Fama y French eran profesores de la Universidad de Chicago.
El modelo tradicional de valoración de activos, conocido formalmente como el Capital Asset Pricing Model (CAPM) utiliza una sola variable para describir el rendimiento de una cartera o bolsa con los rendimientos del mercado en su conjunto. En contraste, el modelo de Fama-French utiliza tres variables. Fama y French comenzaron con la observación de que dos clases de acciones han solido rendir mejor que el mercado en su conjunto: (i) las de pequeña capitalización y (ii) las de una alta relación Book-to-Market (llamado BtM ratio) a los que se  añadieron los dos factores del modelo CAPM tradicional para reflejar la exposición de la cartera a estas dos clases:
{\displaystyle r=R_{f}+\beta _{3}(R_{m}-R_{f})+b_{s}\cdot {\mathit {SMB}}+b_{v}\cdot {\mathit {HML}}+\alpha }
Aquí {\displaystyle r} es la tasa esperada de la cartera de retorno, {\displaystyle R_{f}} es la tasa de retorno libre de riesgo, y {\displaystyle R_{m}} es el retorno de la cartera de mercado. La {\displaystyle \beta _{3}} "tres factores" es análoga a la {\displaystyle \beta } clásica pero no es igual a ella, ya que ahora hay 2 factores más que contribuyen a la explicación. SMB significa "Pequeñas [en capitalización bursátil] Menos Grandes"; y HML, "Altos [Book-to-Market ratio] Menos Bajos"; miden los retornos extraordinarios de capitalizaciones pequeñas sobre capitalizaciones grandes y de los value stocks sobre los growth stocks. Estos factores se calculan con combinaciones de carteras compuestas por acciones ordenadas por rendimiento (para ratio Book-to-Market y para capitalización de mercado) y datos históricos del mercado disponibles. Los valores históricos pueden consultarse en la página web de Kenneth French.
Además, una vez se definen SMB y HML, los coeficientes {\displaystyle b_{s}} y {\displaystyle b_{v}} correspondientes se determinan mediante regresiones lineales y puede tomar tanto valores positivos como valores negativos. El modelo de tres factores de Fama y French explica más del 90% del retorno de las carteras diversificadas, en contraste con el promedio del 70% propuesta por el CAPM (dentro de la muestra). Los signos de los coeficientes sugieren que las empresas de pequeña capitalización y de valor en cartera tienen mayores retornos esperados -y podría decirse que el riesgo esperado más alto- que los de las grandes carteras de capitalización y de crecimiento.
Griffin muestra que los factores de Fama y French son específicos de cada país y llega a la conclusión de que los factores locales proporcionan una mejor explicación de la variación de series temporales en el rendimiento de las acciones que los factores globales.  Por lo tanto, los factores de riesgo actualizados están disponibles para otros mercados de valores en el mundo, incluyendo el Reino Unido, Alemania y Suiza. Eugene Fama y Kenneth French también analizaron modelos con factores de riesgo locales y globales para cuatro regiones con mercados desarrollados (Norteamérica, Europa, Japón y Asia Pacífico) y concluyen que los factores locales funcionan mejor que los factores globales para carteras regionales. También se puede acceder a los factores de riesgo globales y locales en la página web de Kenneth French.
Un número de estudios han reportado que cuando se aplica el modelo de Fama y French a los mercados emergentes el factor book-to-market conserva su capacidad explicativa, pero el valor de mercado del factor patrimonio tiene un mal desempeño. En un artículo reciente, Foye, Mramor y Pahor (2013) proponen un modelo alternativo de tres factores que reemplaza el componente de valor de mercado del patrimonio con un término que actúa como un proxy para la instrumentalización contable.